# Hugo Erfurth

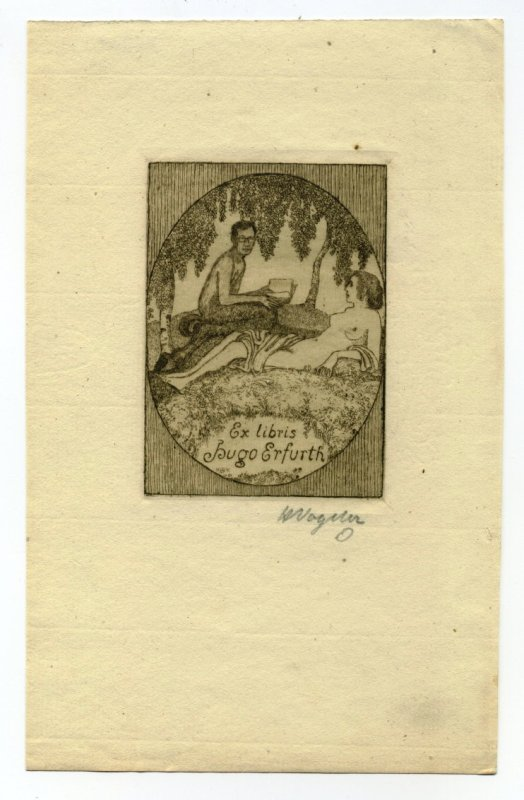
Heinrich Vogeler: Ex Libris Hugo Erfurth, 1911

Hugo Erfurth (14. října 1874 Halle (Saale) – 14. února 1948 Gaienhofen) byl německý fotograf první poloviny roku 20. století. Německé ateliéry Rudolfa Dührkoopa, Huga Erfurtha, Erwina Rauppa nebo Nicoly Perscheida měly ve své době a v kontextu česko-německého prostředí významný podíl na uměleckou fotografii.

## Život a dílo
Nejvíce se proslavil svými portrétními fotografiemi umělců. Měl možnost pořídit portréty umělců, jako jsou Käthe Kollwitz, Otto Dix, Gerhart Hauptmann nebo Oskar Kokoschka. Je nejlépe známý jako divadelní fotograf, ale ještě více svými fotografiemi profesionálů moderního tance pořízených v pohybu, jako jsou Grete Wiesenthalová a její sestry, Clotilde von Derp nebo Mary Wigman. Mezi jeho žáky patřili řecká fotografka Nelly nebo Němec Charlotte Rudolf.
Hugo Erfurth je jedním ze zakladatelů Gesellschaft deutscher Lichtbildner (Společnost německého fotografa), nejstarší organizace fotografů v Německu.
Díky městu Leverkusen a patronátu tamější společnosti Agfa, která je výrobcem fotografických materiálů, vznikla mezinárodní cena za fotografii nesoucí jeho jméno.
Při příležitosti 75. výročí vynálezu fotografie byla v pražském Rudolfinu na přelomu let 1914/1915 uspořádána průlomová výstava, která představila i známé autory ze zahraničí. Mezi nimi například Hugo Erfurtha nebo Nicolu Perscheida. Tato výstava byla prvním mezinárodním fotografickým salónem v Čechách a přispěla k zájmu veřejnosti o uměleckou fotografii.

## Galerie

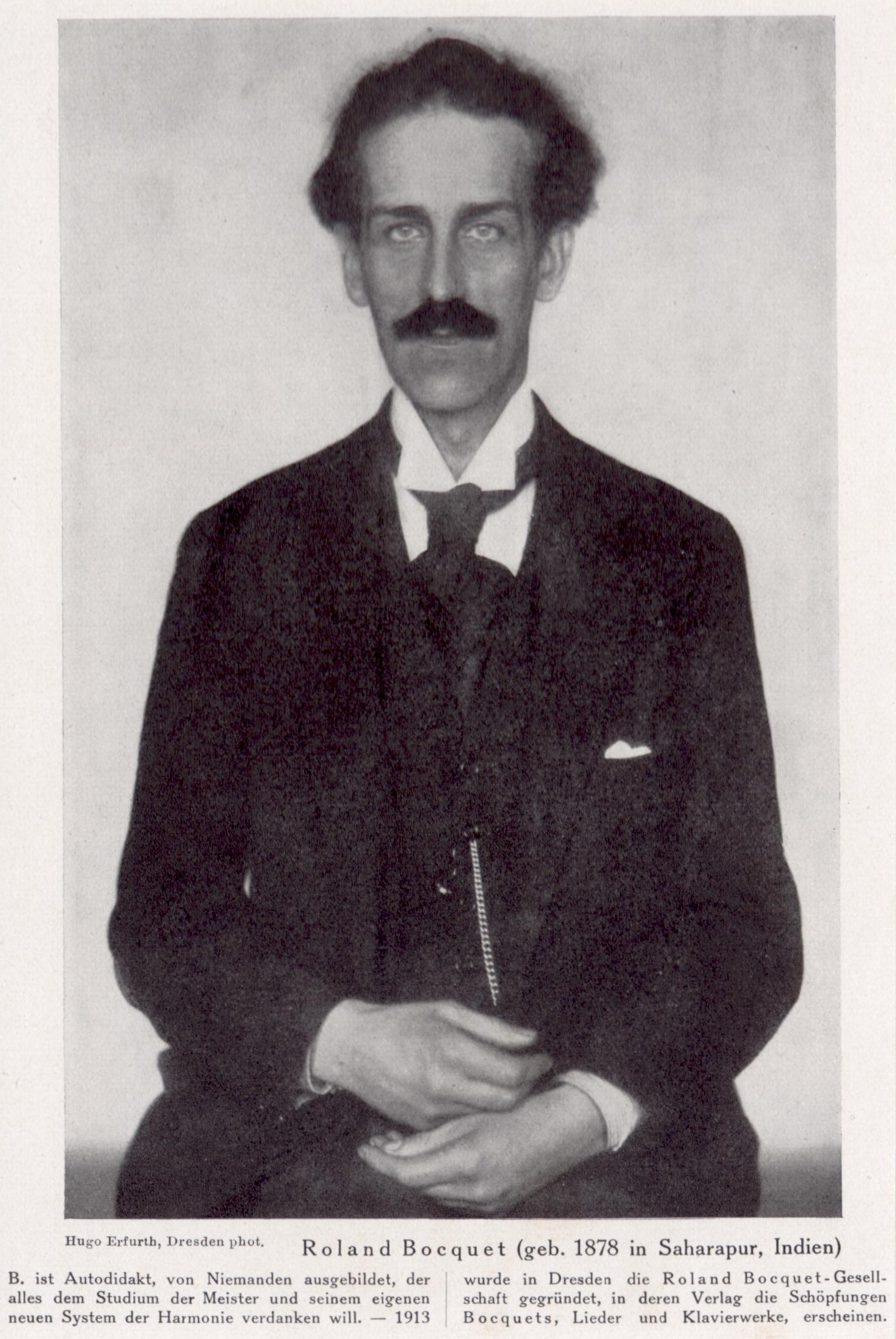
Roland Bocquet z Kodaně
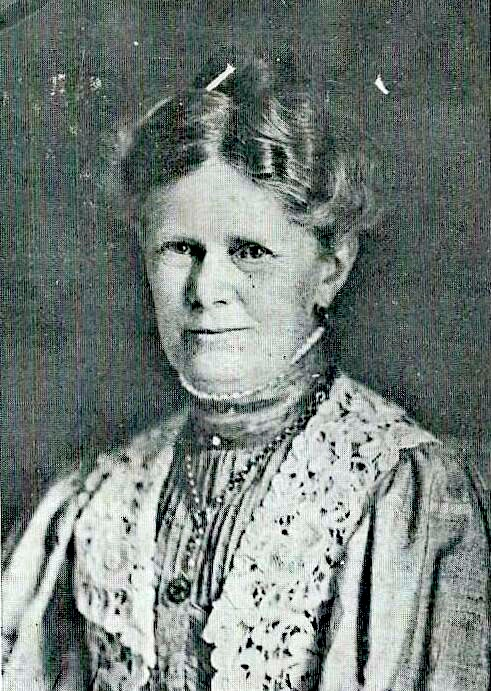
Marie Hankel, 1911
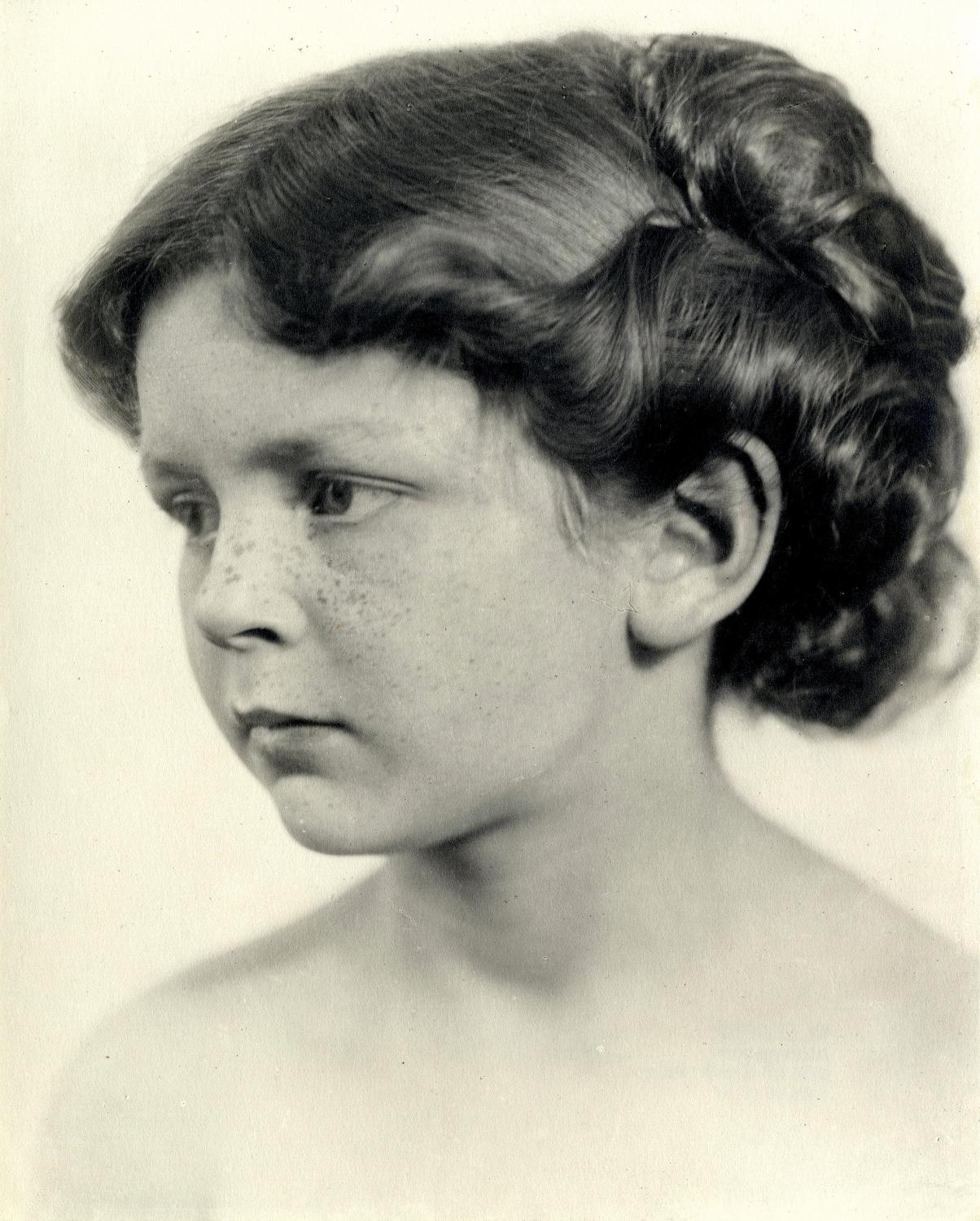
Annemarie Erfurth, asi 1910
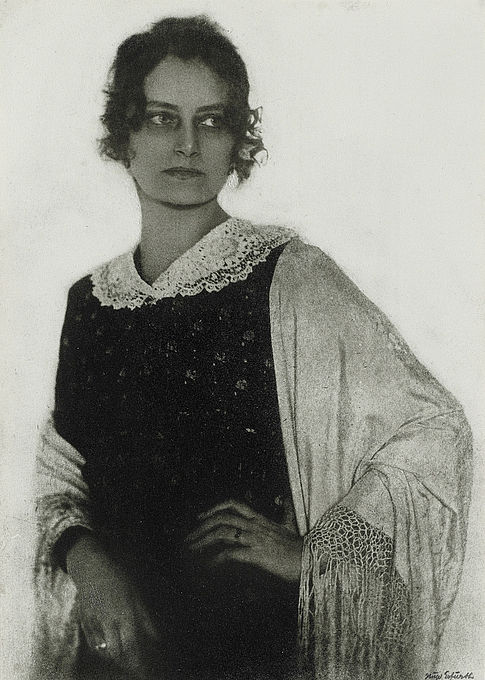
Adele Zwintscher, 1908
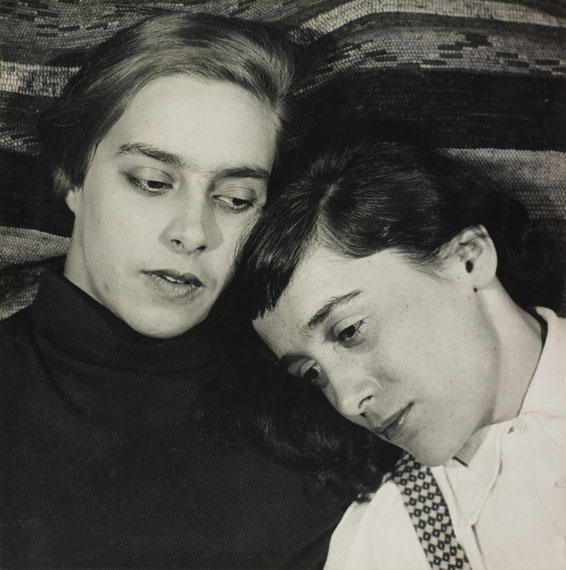
Portrétní studie dvou žen
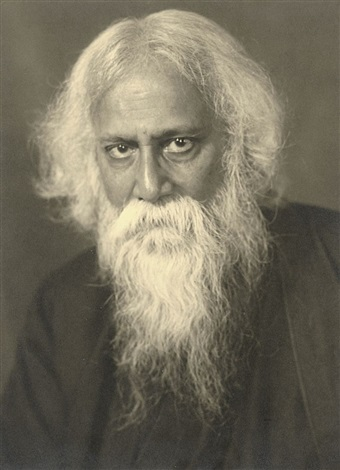
Rabíndranáth Thákur
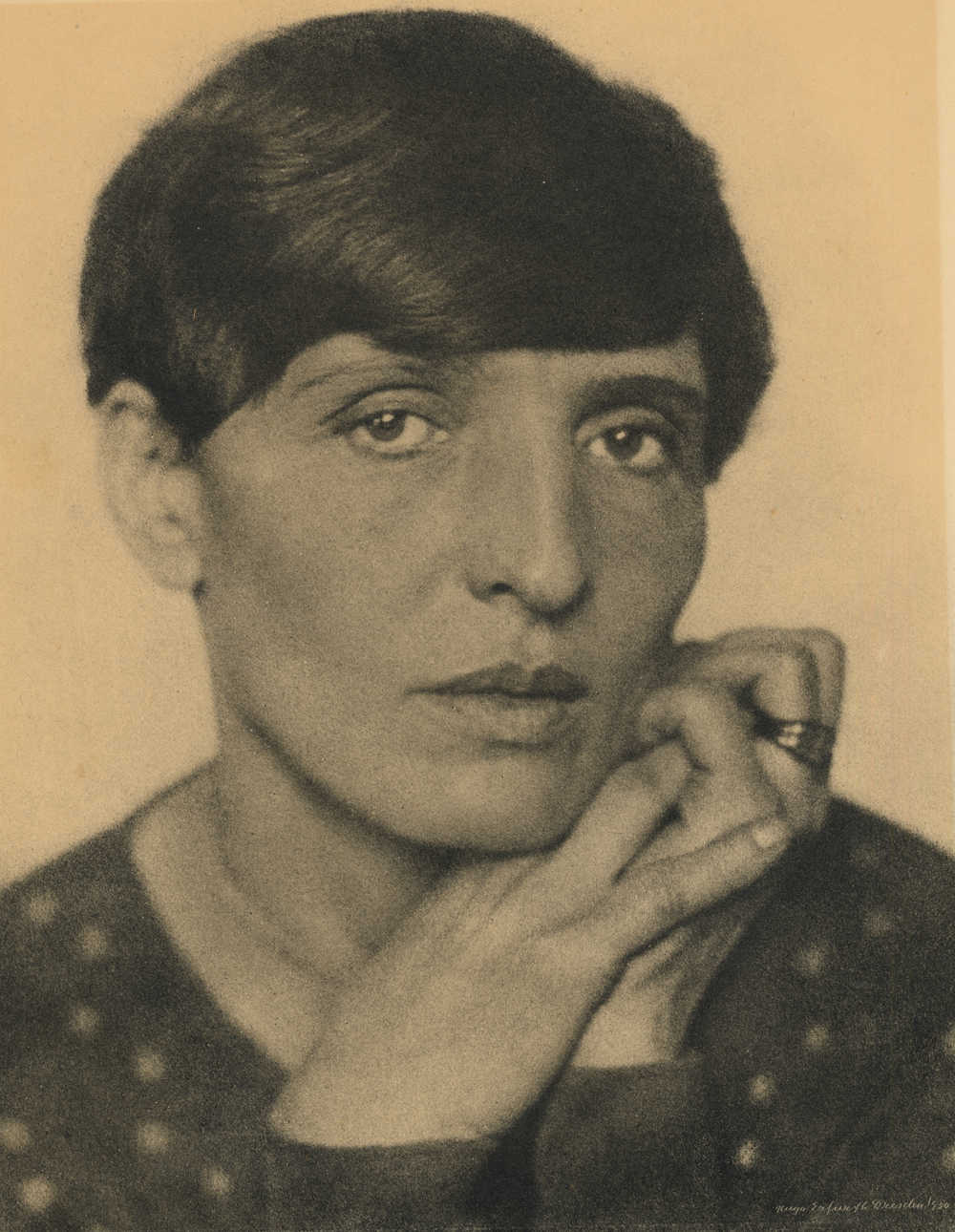
Renée Sintenis, 1930